# بوکوویتسه (ناحیه برنو-تسوونتری)
بوکوویتسه (به چکی: Bukovice) یک منطقهٔ مسکونی در جمهوری چک است که در ناحیه برنو-تسوونتری واقع شده‌است. بوکوویتسه ۳٫۲۱ کیلومتر مربع مساحت و ۵۸ نفر جمعیت دارد و ۴۷۴ متر بالاتر از سطح دریا واقع شده‌است.